# Sven van der Plas
Sven van der Plas (* 1. Februar 2006 in Katwijk) ist ein niederländischer Fußballspieler.
Er ist ein Innenverteidiger und spielt bei PSV Eindhoven. Zudem ist er auch niederländischer Nachwuchsnationalspieler.

## Karriere im Verein

### PSV Eindhoven
Sven van der Plas, geboren und aufgewachsen in Katwijk, 20 Kilometer von Den Haag entfernt, spielte in seiner Heimatstadt bei Quick Boys, bevor er in die Akademie von PSV Eindhoven wechselte. Am 16. August 2024 gab er beim 2:0-Auswärtssieg gegen die zweite Mannschaft des FC Utrecht sein Debüt für die Zweitvertretung von der PSV.

## Nationalmannschaft
Sven van der Plas nahm mit der niederländischen U17-Nationalmannschaft an der Europameisterschaft 2023 in Ungarn teil und absolvierte dabei im Gruppenspiel am 21. Mai 2023 gegen England, wo er auch die rote Karte sah, sein einziges Länderspiel. Mit der U19 der Niederländer qualifizierte er sich für die Europameisterschaft 2025 in Rumänien und gewann auch dort mit seiner Mannschaft den Titel. Er kam lediglich in den drei Gruppenspielen zum Einsatz, der 4:2-Sieg im letzten Gruppenspiel gegen England war sein letztes von sechs U19-Länderspielen.